# Decreto de Nueva Planta de Cataluña

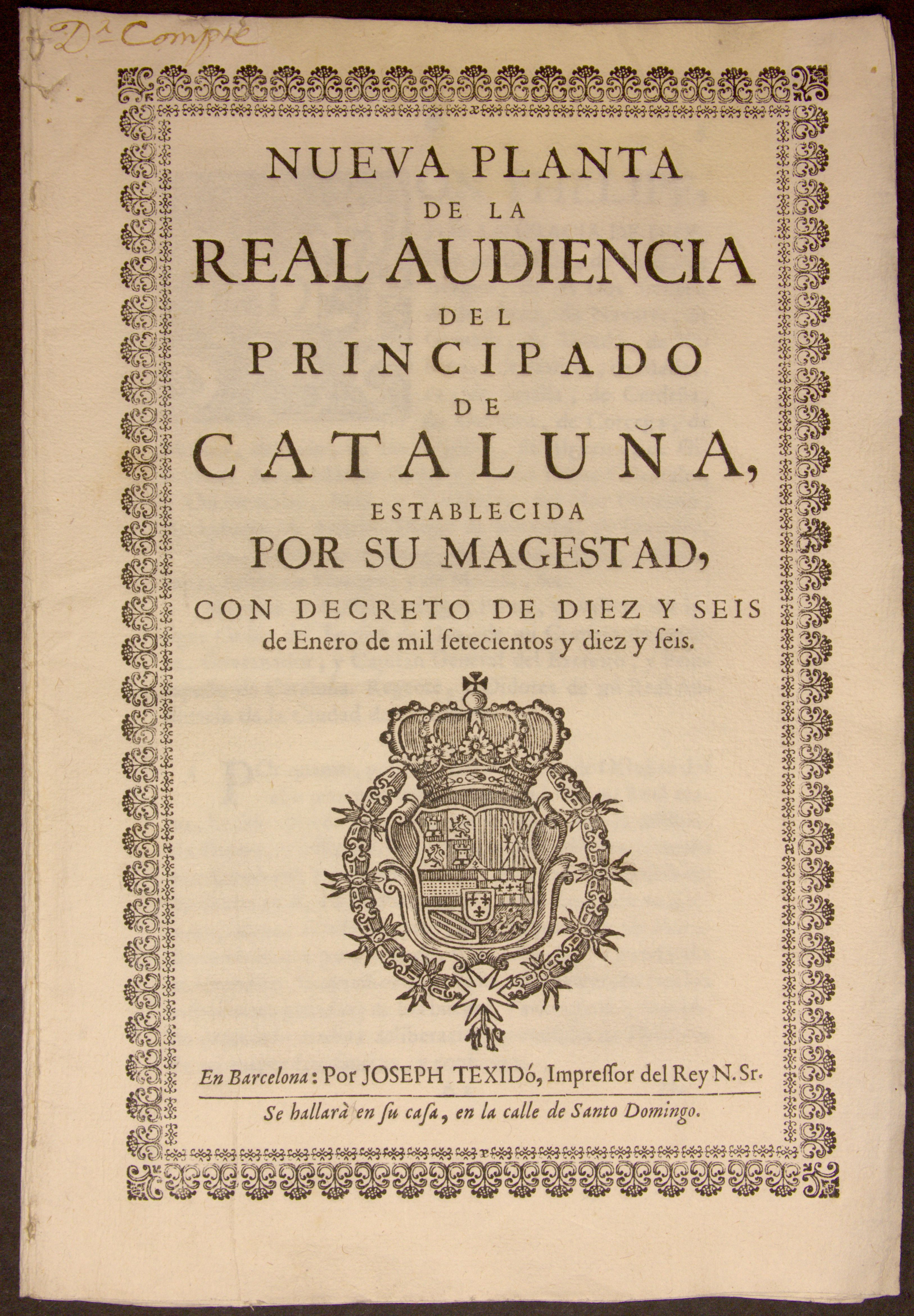
[http://books.google.es/books?id=epd1t_OqzSIC&hl=es&source=gbs_navlinks_s Nueva Planta de la Real Audiencia del Principado de Cataluña.

El Decreto de Nueva Planta de Cataluña fue un decreto promulgado por Felipe V de España el 16 de enero de 1716, un año y tres meses después de terminada la Guerra de Sucesión Española, por el que se crearon las nuevas instituciones de inspiración castellana que iban a sustituir a las propias del Principado abolidas nada más producirse la capitulación de la ciudad de Barcelona el 12 de septiembre de 1714. De ese modo se imponía el castigo decretado por Felipe V por haberse decantado Cataluña en 1705, como el resto de estados que formaban la Corona de Aragón dentro de la Monarquía Hispánica, por el Archiduque Carlos, a quien habían proclamado su soberano con el título de Carlos III de España. Como había ocurrido con el reino de Valencia, el reino de Aragón y el reino de Mallorca, todos ellos conquistados por los ejércitos borbónicos, tras la abolición de las leyes e instituciones propias con la promulgación del Decreto de Nueva Planta, el Principado de Cataluña dejó de existir como estado de la «monarquía compuesta» hispánica,
y a partir de entonces pasó a ser una «provincia» del Reino de España.

## Antecedentes

### Unión de Armas
En 1626, siguiendo la tendencia dominante en el resto de Europa de intentar aplicar un modelo centralista para alcanzar una mayor cohesión y homogeneidad —y así aumentar los ingresos de la hacienda real para hacer frente a los gastos de la guerra—, el Conde-Duque de Olivares presentó a Felipe IV un proyecto por el que todos los "Reinos, Estados y Señoríos" de la Monarquía Hispánica contribuirían en hombres y en dinero a su defensa, en proporción a su población y a su riqueza. El germen de dicho proyecto es un memorial secreto presentado dos años antes y que, en síntesis, proponía lo mismo que los Decretos de Nueva Planta: homogeneizar las leyes e instituciones de los "Reinos, Estados y Señoríos" de la monarquía compuesta hispánica para conseguir que la autoridad del rey saliera reforzada al alcanzar en todos ellos el mismo poder que tenía en la Corona de Castilla. En el párrafo clave del documento, Olivares decía al rey: 

Tenga Vuestra Majestad por el negocio más importante de su Monarquía, el hacerse Rey de España: quiero decir, Señor, que no se contente Vuestra Majestad con ser Rey de Portugal, de Aragón, de Valencia, Conde de Barcelona, sino que trabaje y piense, con consejo mudado y secreto, por reducir estas reinos de que se compone España al estilo y leyes de Castilla, sin ninguna diferencia, que si Vuestra Majestad lo alcanza será el Príncipe más poderoso del mundo.

### La Guerra de Sucesión Española en Cataluña

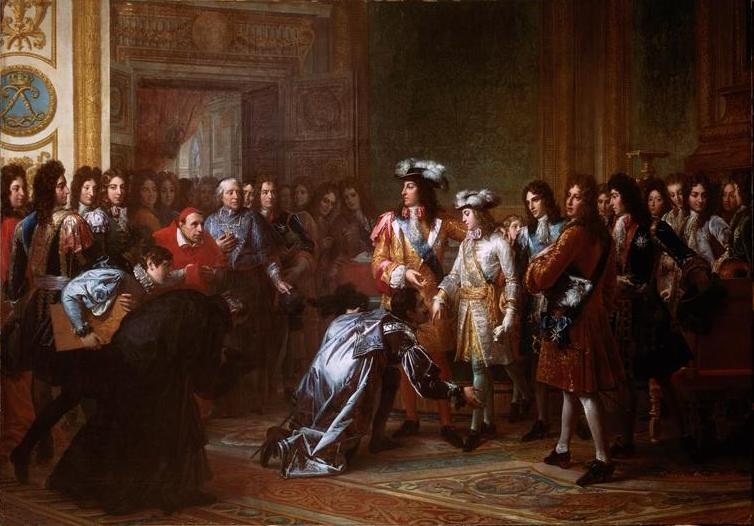
Proclamación de Felipe V como Rey de España en el Palacio de Versalles (Francia) el 16 de noviembre de 1700.

La sucesión al trono de la Monarquía de España por testamento de Carlos II recayó en la persona de Felipe de Anjou, quien tras ser proclamado rey por las Cortes de Castilla viajó a Zaragoza, donde juró los fueros del Reino de Aragón, y luego a Barcelona donde el 4 de octubre de 1701 juró las Constituciones catalanas y convocó Cortes. En ellas, las primeras concluidas desde 1599, se acordó la creación de un Tribunal de Contrafacciones o Contrafueros, con la finalidad expresa de vigilar el cumplimiento de la legislación catalana por parte de los oficiales reales, incluyendo los propios magistrados de la Audiencia. En ellas, las instituciones catalanas defendieron el pactismo como el sistema que debía regular las relaciones entre el rey y sus vasallos:

Porque son amantes de sus privilegios y prerrogativas los catalanes, pero a todos se adelantan en el respeto y amor y veneración a sus Príncipes: defenderán los unos sin pasar los límites de su vasallaje fiel y obediente de forma que diestros artífices darán una misma tela de fieles con su Rey y de celosos con su Patria

El pretendiente austriaco al trono de España, el archiduque Carlos, estableció una alianza con otras potencias europeas que recelaban de una casa de Borbón reinante en Francia y España. Dicha alianza declaró la guerra a las Monarquías de Francia y de España el 15 de mayo de 1702, al iniciar una guerra dinástica que en tierras españolas se transformaría en una guerra civil a partir de 1705 entre los partidarios del rey Borbón Felipe V de España y los del aspirante austriaco.

La guerra de 1705 no fue una mera defensa de los fueros, sino que estaba dirigida a servir a los intereses de la élite comerciante catalana, deseosa de promover a Barcelona como la capital de los negocios de España, un centro de comercio libre, una nueva metrópoli de comercio colonial y de iniciativas económicas. No trataban de conseguir la secesión de Cataluña ni el desmembramiento de España; al contrario, luchaban por incorporar el modelo catalán en una España unida y liberada del dominio de Francia
John Lynch

La rebelión catalana de 1705 no fue espontánea ni popular en su origen, sino que expresaba los objetivos políticos de la clase dirigente. Barcelona albergaba una élite urbana cohesionada, producto de la mezcla de la oligarquía de Barcelona con la aristocracia tradicional y consolidada gracias al renacimiento de la economía catalana a partir del decenio de 1680. A su vez, esto generó los ambiciosos proyectos del abogado Narcís Feliu de la Penya, cuyo llamamiento a una reorientación del comercio catalán, que tenía que apartarse de los mercados tradicionales del Mediterráneo para dirigirse hacia América, reflejaba la participación creciente en el comercio colonial y se basaba fundamentalmente no en la industria de Barcelona, dominada por el régimen gremial, sino en los productos exportables del sector rural y en las pequeñas ciudades de la costa.
Para la élite catalana, la Guerra de Sucesión era la oportunidad de explotar la posición de Cataluña y de vender su alianza al mejor postor.
John Lynch.

Después del fracasado desembarco de Barcelona de 1704, se produjo un nuevo intento en septiembre del año siguiente que tuvo éxito. Esta vez, la ciudad, mal defendida por las tropas del virrey felipista Velasco que no se habían reforzado a pesar de las reiteradas peticiones por parte de este, capituló, y el 7 de noviembre de 1705 el archiduque Carlos entraba en la ciudad. Poco después convocaba Cortes que se inauguraron el 5 de diciembre de 1705 y en las que entre otras disposiciones, se incluyó la denominada "Ley de Exclusión", por la cual la Casa de Borbón quedaba perpetuamente excluida, incluyendo a sus descendientes de uno y otro sexo, en el derecho a la sucesión de la monarquía de España. De esta forma los diputados catalanes en cortes ligaron su suerte al éxito en la contienda de uno de los dos bandos. Felipe V intentó recuperar Barcelona poniéndole sitio a principios de 1706 pero fracasó.

Las relaciones entre Carlos y las autoridades catalanas no eran fáciles. El archiduque necesitaba dinero y los catalanes querían privilegios. De hecho, Carlos no era menos absolutista que Felipe V y le irritaba la insistencia de los catalanes respecto a sus derechos.
John Lynch.

Tras la retirada de las fuerzas imperiales de Cataluña en julio de 1713, cuando se estaban firmando los tratados de la Paz de Utrecht que puso fin a la Guerra de Sucesión Española en Europa, las Junta de Brazos catalana decidió continuar la contienda contra Felipe V, resistencia que finalizó el 12 de septiembre de 1714 con la toma de Barcelona por las tropas borbónicas. A partir de ese momento, se procedió a suprimir las instituciones tradicionales de gobierno catalanas, proceso que jurídicamente culminó con la promulgación del Decreto de Nueva Planta.

### La génesis de la Nueva Planta
El alineamiento de los estados de la Corona de Aragón —entre los que se encontraba el Principado de Cataluña— con el Archiduque Carlos fue lo que abrió el debate entre los consejeros de Felipe V (y de Luis XIV) sobre la modificación de la estructura política "federal" de la monarquía compuesta de los Austrias. La postura que acabó imponiéndose fue la defendida por el embajador francés Michel-Jean Amelot, partidario de la abolición de los fueros y las instituciones propias de los estados "rebeldes" de la Corona de Aragón, porque «por más afectos que sean al rey, siempre lo serán mucho más a su patria», con lo que se pondría fin así al pactismo que tradicionalmente había definido las relaciones entre el rey y sus vasallos en los estados de aquella Corona.
La victoria borbónica en la batalla de Almansa el 25 de abril de 1707 y la consiguiente conquista de los reinos de Valencia y Aragón aceleraron la toma de decisiones. Cuando el duque de Berwick entró en la ciudad de Valencia el 11 de mayo, hizo una primera advertencia de lo que la ciudad y el Reino podían esperar del nuevo poder borbónico:

Este Reyno ha sido rebelde a Su Magestad [Felipe V] y ha sido conquistado, haviendo cometido contra Su Magestad una grande alevosía, y assí no tiene más privilegios ni fueros que aquellos que su Magestad quisiere conceder en adelante

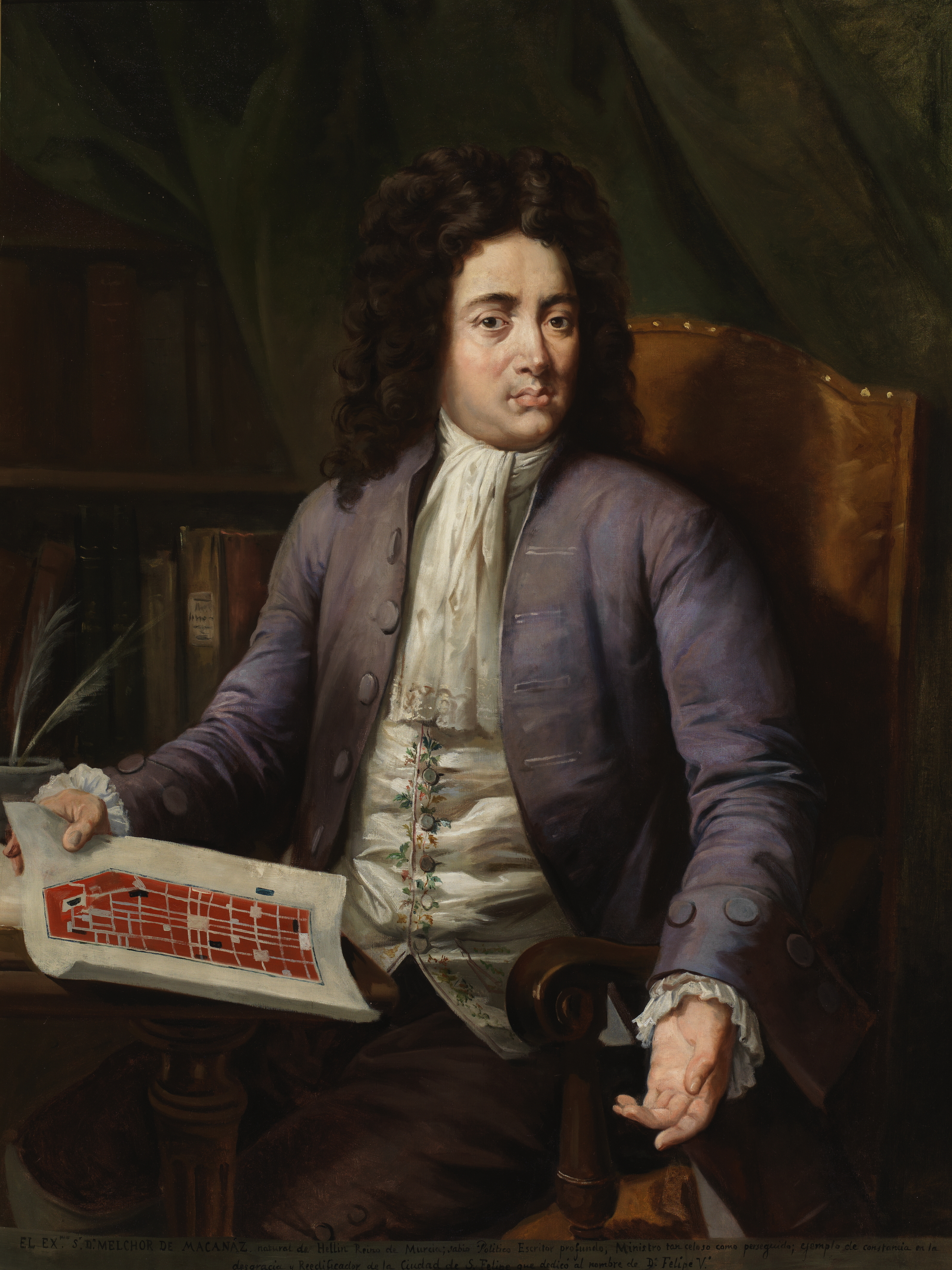
Melchor Rafael de Macanaz, al que se atribuye la redacción de Decreto de Nueva Planta de Aragón y de Valencia, aparece retratado con el plano de la Colonia de San Felipe que se tenía que edificar sobre la destruida Játiva.

Por esas mismas fechas, Melchor de Macanaz preparaba en la corte de Madrid un informe que presentó el 22 de mayo, y en el que retomaba el proyecto del Memorial secreto del Conde-Duque de Olivares de 75 años antes recomendando que Felipe V aprovechara la «occasione» para dejar de ser un «rey esclavo» de los fueros y se hiciera efectivamente "rey de España". Macanaz también decía en su informe:

Con las armas en la mano todo se consigue... Si al tiempo de sujetar a los pueblos rebeldes no se les desarma y da la ley, se necesitará después de nuevas fuerzas para conseguirlo

El 16 de mayo Luis XIV intervenía en el debate decantándose a favor de la postura abolicionista defendida por Amelot para afianzar así el poder absoluto de Felipe V:

Una de las primeras ventajas que el rey mi nieto obtendrá sin duda de su sumisión [de los estados de la Corona de Aragón] será la de establecer allí su autoridad de manera absoluta y aniquilar todos los privilegios que sirven de pretexto a estas provincias para ser exentas a la hora de contribuir a las necesidades del Estado

Finalmente, el 29 de junio Felipe V promulgaba en Madrid el Decreto de Nueva Planta, por el que abolía y derogaba los fueros de los reinos de Aragón y de Valencia.

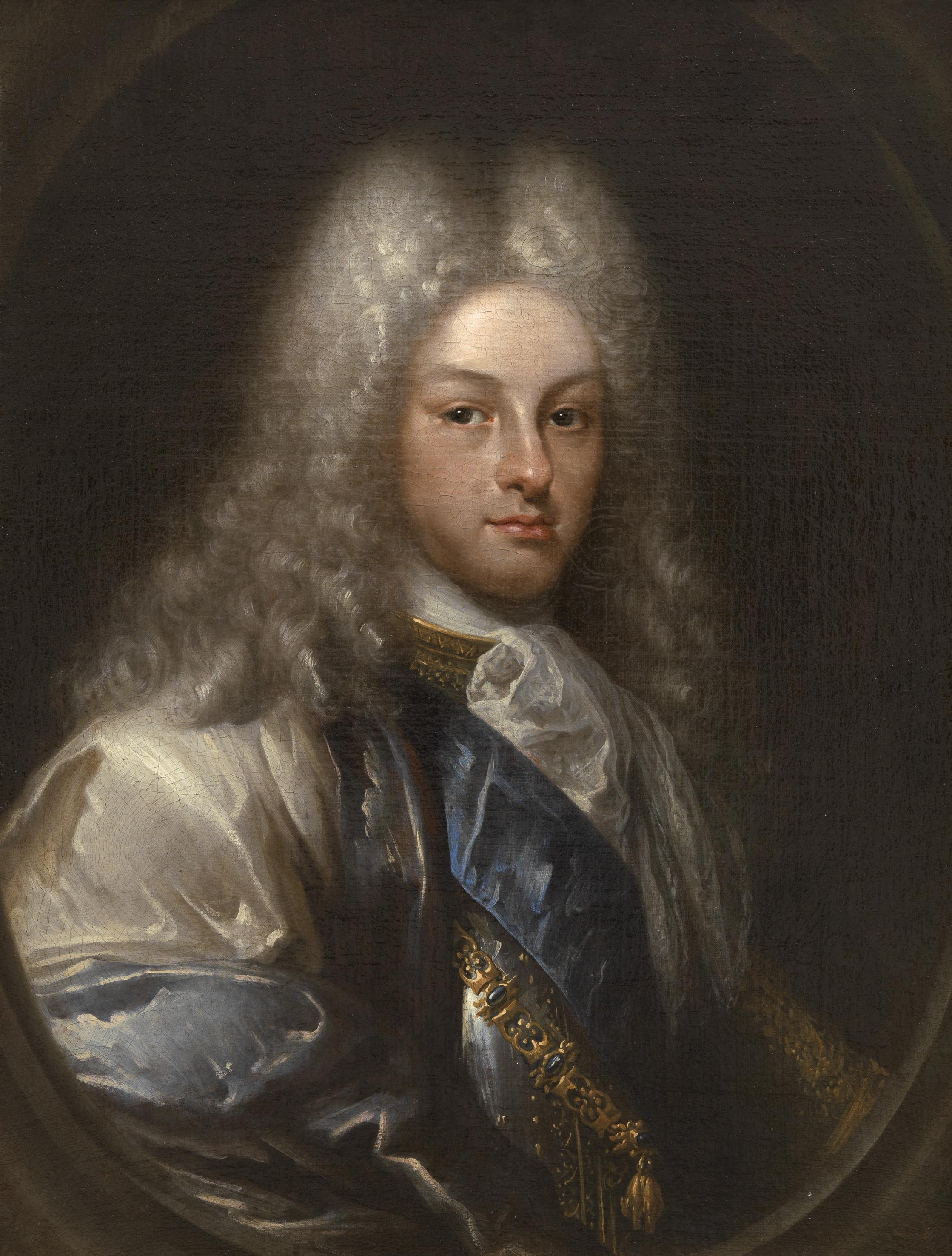
Felipe V de España hacia 1720

Una vez iniciadas las negociaciones de paz en Utrecht en enero de 1712, la reina Ana de Inglaterra —que se sentía obligada por el Pacto de Génova firmado en 1705 por sus representantes y los de Cataluña— hizo gestiones a través de su embajador en la corte de Madrid para que Felipe V concediera una amnistía general a los austracistas españoles, y singularmente a los catalanes, que además debían conservar sus Constituciones. Pero la respuesta de Felipe fue negativa y le comunicó al embajador británico «que la paz os es tan necesaria como a nosotros y no la querréis romper por una bagatela».
Finalmente el secretario de estado británico vizconde de Bolingbroke, deseoso de acabar con la guerra, claudicó ante la obstinación de Felipe V y renunció a que este se comprometiera a mantener las «libertades» catalanas. Cuando el embajador de los Tres Comunes de Cataluña en Londres Pablo Ignacio de Dalmases tuvo conocimiento de este cambio de posición del gobierno británico consiguió que la reina Ana le recibiera a título individual el 28 de junio de 1713, pero ésta le respondió que «había hecho lo que había podido por Cataluña».
El abandono de los catalanes por Gran Bretaña quedó plasmado dos semanas después en el artículo 13 del tratado de paz entre Gran Bretaña y España firmado el 13 de julio de 1713. En él Felipe V garantizaba vidas y bienes a los catalanes, pero en cuanto a sus leyes e instituciones propias solamente se comprometía a que tuvieran «todos aquellos privilegios que poseen los habitantes de las dos Castillas». El conde de la Corzana, uno de los embajadores de Carlos VI en Utrecht, consideró el acuerdo tan «indecoroso que el tiempo no borrará el sacrificio que el ministerio inglés hace de la España y singularmente de la Corona de Aragón, y más en particular de la Cataluña, a quienes la Inglaterra ha dado tantas seguridades de sostenerles y ampararles».
En las siguientes negociaciones llevadas a cabo en Rastatt a principios de 1714 el «caso de los catalanes» pronto se convirtió en la cuestión más difícil a resolver, porque Felipe V estaba deseoso de aplicar en Cataluña y en Mallorca la «Nueva Planta» que había promulgado en 1707 para los «reinos rebeldes» de Valencia y de Aragón y que había supuesto su desaparición como Estados. Así el 6 de marzo de 1714 se firmaba el tratado de Rastatt por el que el Imperio Austríaco se incorporaba a la paz de Utrecht, sin conseguir el compromiso de Felipe V sobre el mantenimiento de las leyes e instituciones propias del Principado de Cataluña y del reino de Mallorca que seguían sin ser sometidos a su autoridad. La negativa a hacer ningún tipo de concesión la argumentaba así Felipe V en una carta remitida a su abuelo Luis XIV:

No es por odio ni por sentimiento de venganza por lo que siempre me he negado a esta restitución, sino porque significaría anular mi autoridad y exponerme a revueltas continuas, hacer revivir lo que su rebelión ha extinguido y que tantas veces experimentaron los reyes, mis predecesores, que quedaron debilitados a causa de semejantes rebeliones que habían usurpado su autoridad. [...] Si [Carlos VI] se ha comprometido en favor de los catalanes y los mallorquines, ha hecho mal y, en todo caso, debe conformarse del mismo modo que lo ha hecho la reina de Inglaterra, juzgando que sus compromisos ya se veían satisfechos con la promesa que he hecho de conservarles los mismos privilegios que a mis fieles castellanos

La corriente crítica hacia la política británica respecto de los aliados catalanes y mallorquines se plasmó, además de en los debates parlamentarios, en dos publicaciones aparecidas entre marzo y septiembre de 1714. En The Case of the Catalans Considered, después de aludir repetidamente a la responsabilidad contraída por los británicos al haber alentado a los catalanes a la rebelión y a la falta de apoyo que tuvieron después cuando lucharon solos, se decía:

Sus antepasados les legaron los privilegios de que gozan hace siglos ¿Ahora deben renunciar a ellos sin honor y han de dejar, tras de sí, una raza de esclavos? No; prefieren morir todos; o la muerte o la libertad, esta es su decidida elección. [...]
Todas estas cuestiones tocan el corazón de cualquier ciudadano británico generoso cuando considera el caso de los catalanes... ¿La palabra catalanes no será sinónimo de nuestra deshonra?

Por su parte, The Deplorable History of the Catalans, tras narrar lo sucedido durante la guerra, elogiaba el heroísmo de los catalanes:

Ahora el mundo ya cuenta con un nuevo ejemplo de la influencia que puede ejercer la libertad en mentes generosas.

Hasta Luis XIV, cuando ya se había puesto fin a la guerra en Europa, aconsejó a su nieto «moderar la severidad con la que queréis tratarles [a los catalanes]. Aun cuando rebeldes, son vuestros súbditos y debéis tratarlos como un padre, corrigiéndolos pero sin perderlos». Felipe V no hizo ningún caso, obstinado en castigar a aquellos que se habían rebelado contra su autoridad.

## La derogación de las leyes e instituciones propias del Principado de Cataluña

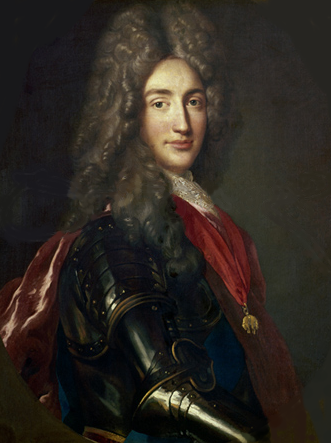
James Fitz-James, I duque de Berwick, hijo de Jacobo II de Inglaterra de la dinastía Estuardo.

El Duque de Berwick cuando se incorporó al sitio de Barcelona en julio de 1714 llevaba unas instrucciones de Felipe V sobre el trato que debía dar a los resistentes cuando la ciudad cayera, en las que se decía que «se merecen ser sometidos al máximo rigor según las leyes de la guerra para que sirva de ejemplo para todos mis otros súbditos que, a semejanza suya, persisten en la rebelión».
El duque Berwick escribió en sus Memorias que aquella orden le pareció desmesurada y «poco cristiana». Según Berwick, ésta se explicaba porque Felipe V y sus ministros consideraban que «todos los rebeldes debían ser pasados a cuchillo» y «quienes no habían manifestado su repulsa contra el Archiduque debían ser tenidos por enemigos». En cuanto a «la forma de gobierno que se ha de dar a la Ciudad», Felipe V le ordenó que «la reglaréis y pondréis inmediatamente en el mismo pie y planta que el de Castilla, y sin la menor diferencia y distinción en nada».
A pesar de lo que pensaba sobre las órdenes que había recibido el duque de Berwick las cumplió nada más entrar en la ciudad de Barcelona el 13 de septiembre. Al día siguiente denegó la solicitud presentada por los Tres Comunes de Cataluña de entrevistarse con él y de enviar a la Corte Madrid a dos representantes. Inmediatamente creó con carácter transitorio la Real Junta Superior de Justicia y Gobierno, de la que formaron parte destacados felipistas, y que sustituyó a las instituciones catalanas ya que su cometido era gobernar «aquel principado como si no tuviera gobierno alguno». Así el 16 de septiembre, solo cuatro días después de la capitulación de Barcelona, el Duque de Berwick comunicaba a sus representantes la disolución de las Cortes catalanas y de las tres instituciones que formaban los "Tres Comunes", el Brazo militar de Cataluña, la Diputación General de Cataluña y el Consejo de Ciento —este último fue sustituido por una Junta de administradores, integrada por la nobleza felipista y que dejaba fuera a los sectores populares que sí estaban representados en la institución suprimida—. Asimismo suprimía el cargo de virrey de Cataluña y del gobernador, la Audiencia de Barcelona, los veguers y el resto de organismos del poder real. En cuanto a los municipios los cargos de consellers, jurats y paers fueron ocupados por personas de probada fidelidad a la causa felipista y a finales de 1715 se impuso definitivamente la organización castellana. Como han señalado varios historiadores, con todas estas medidas el Principado de Cataluña dejó de existir como Estado.

### La prohibición de llevar y guardar armas
Una de las medidas represivas adoptadas por las autoridades borbónicas fue la prohibición general de llevar y guardar armas, aunque fueran simples cuchillos (los de cocina solo se podían tener si estaban encadenados a una mesa), prohibición que se fue renovando a lo largo de los años, a pesar de las protestas de pueblos y monasterios que reclamaban que se les permitiera algún medio para defenderse de los animales salvajes como los lobos, que en ocasiones llegaban a las mismas puertas de Barcelona. Como ha destacado Núria Sales, «el desarme general fue una profunda humillación; el derecho de llevar armas, como el del hereu, exclusivo de la nobleza en otros países y aquí extendido a todas las clases, era el equivalente catalán a la "universal hidalguía" de los vascos... Esta supresión simbolizaba la de cierto ideal de re publica y de (teórico al menos) respeto a las libertades individuales».

## El Decreto de Nueva Planta del 16 de enero de 1716

### El proceso de elaboración del Decreto

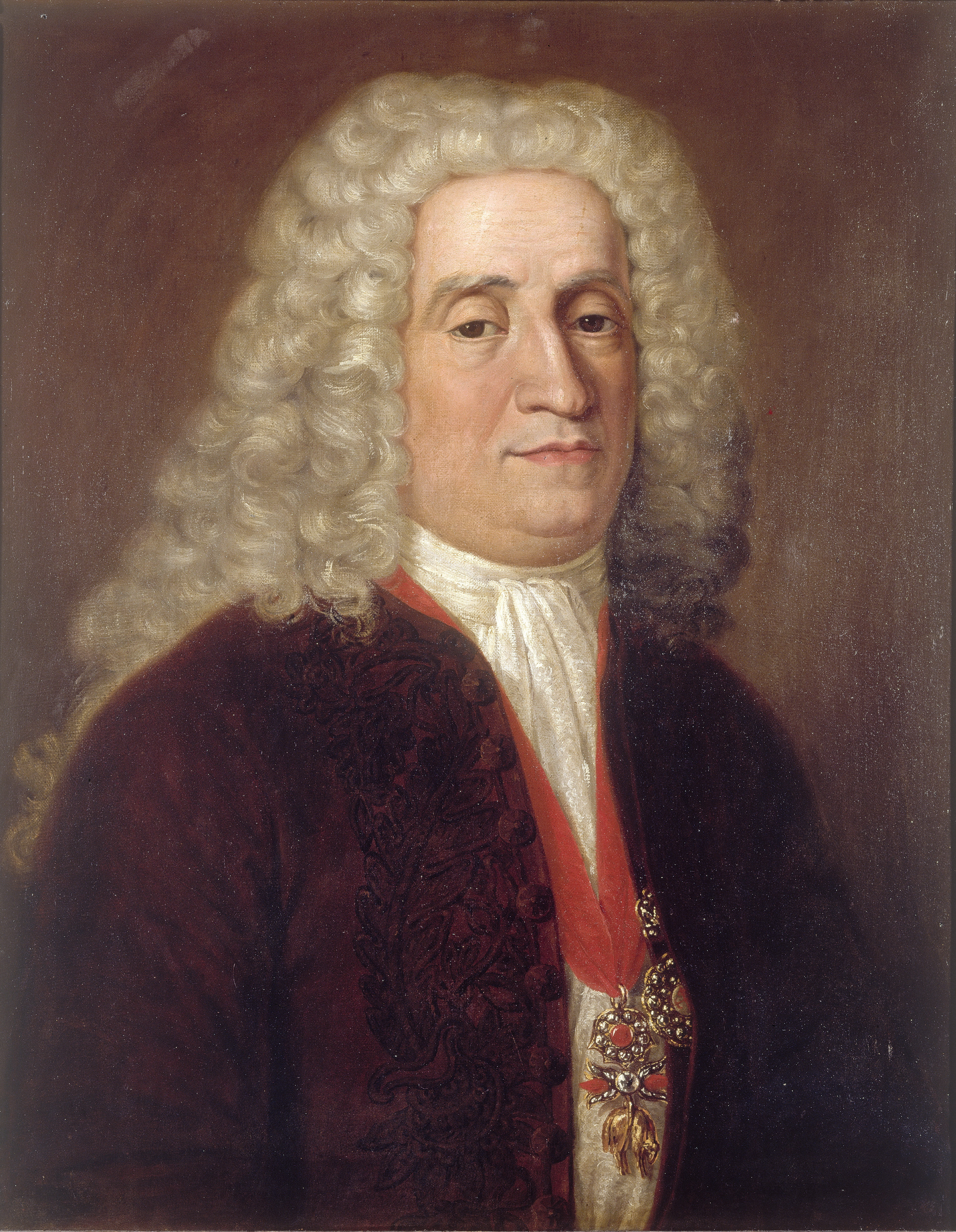
El intendente José Patiño, fue uno de los dos principales redactores del Decreto de Nueva Planta del 16 de enero de 1716.

Se acometió la tarea de crear las nuevas instituciones. En principio se presentaron propuestas radicales, como la del fiscal del Consejo de Castilla, Melchor de Macanaz —que ya había tenido una destacada actuación en la represión de los austracistas del Reino de Valencia— que propuso que los nuevos regidores de los municipios catalanes fueran castellanos, a fin de que «aquel gobierno se [fuera] del todo asentando al de Castilla», o la del obispo de Segorbe, Diego Muñoz, que aún iba más lejos pues proponía para todos los estados de la Corona de Aragón lo siguiente:

Que universalmente todo lo que sea procurar borrar lo que tenía la Corona de Aragón antes de la conquista será muy conveniente, no sólo al rey y a la monarquía, sino a ellos mismos, porque las libertades que tenían son las que les han perdido, y las gracias que la clemencia del rey le ha hecho después de la conquista, en lugar de mejorarlos, los ha empeorado; quedando con más hambre para conseguirlo todo, y aún no quedarían contentos. Y así mudar los nombres de reinos en provincias, y los de capitales, poniéndolos los de sus patrono u otros, y sería útil especialmente en éstas que tienen humos de repúblicas, para que se allanasen.

De la elaboración final del Decreto de Nueva Planta que se aplicaría en Cataluña se encargaron el jurista catalán y felipista Francesc Ametller, que se opuso a que se igualaran todas las leyes a las de Castilla porque hacerlo «sería un gran confusión», y el intendente José Patiño que se tomaron su tiempo para redactarlo de forma minuciosa. El objetivo del Decreto, según José Patiño era «que la autoridad real quede por encima de la ley [y que] la monarquía recupere la potestad de dispensar gracias y oficios, y la de tributar sus vasallos al modo justo que le pareciere», y lo justificaba así:

El genio de los naturales es amante de la libertad, aficionadísimo a todo género de armas, prontos en la cólera, rijosos y vengativos, y que siempre se debe recelar de ellos, aguarden coyuntura para sacudir el yugo de la justicia ...  Son apasionados a su patria, con tal exceso que les hace trastornar el uso de la razón, y solamente hablan su lengua nativa

Se discutió si se derogaba también el derecho civil catalán como se había hecho en el Reino de Valencia, pero se impuso la idea de mantenerlo, al igual que a partir de 1711 en el Reino de Aragón, porque en opinión de Patiño no causaba «menor perjuicio al Estado y a la autoridad real y a las regalías soberanas». Lo mismo pensaba Francesc Ametller porque igualar las leyes catalanas a las de Castilla causaría «una grande confusión», tanto en lo referente al ejercicio de la justicia, como en «los quotidianos contratos, disposiciones testamentarias y otros infinitos negocios que se sugetarían a continuas nulidades y defectos por dichas leyes, en perjuizio del comercio y de la pública quietud, utilidad y sociedad humana deste Principado». También se decidió mantener el Consulado del Mar, aunque con unas prerrogativas recortadas. Según el historiador Josep Fontana, el mantenimiento del derecho civil catalán se debió al «miedo que tuvieron los vencedores a la confusión que podía crearse si lo anulaban», conscientes de que las relaciones que regían las relaciones privadas en Cataluña —matrimonios, herencias, contratos, derechos de propiedad, etc.— eran muy diferentes a las de la Corona de Castilla «como para hacer posible su sustitución, si se pretendía que los catalanes siguieran trabajando y produciendo para pagar las nuevas cargas que les imponían los vencedores».
El Decreto fue firmado el 9 de octubre de 1715 y fue promulgado por Real Cédula de 16 de enero de 1716. Constaba de 15 páginas y 59 puntos. En lo referente a la Real Audiencia el decreto estuvo vigente hasta la promulgación del "Reglamento provisional para la administración de justicia" de 26 de septiembre de 1833. A partir de entonces todas las Audiencias de España pasaron a estar organizadas según el mismo reglamento, anulándose las ordenanzas particulares que habían regido hasta esa fecha. 
Sin embargo, el Decreto no derogó expresamente las leyes que habían regido hasta entonces Cataluña sino que les otorgó un carácter subsidiario respecto a lo establecido en él, tal como quedó determinado en el artículo 56 del mismo:

56. En todo lo demás, que no está prevenido en los Capítulos antecedentes de este Decreto, mando se observen las Constituciones, que antes havia en Cataluña, entendiendose, que son establecidas de nuevo por este Decreto, y que tienen la misma fuerza, y vigor, que lo individualmente mandado en él.

Un real cédula posterior de 28 de mayo de 1716 aclaró y reafirmó lo dispuesto en el artículo 56 al determinar que en todo lo que no se opusiera a lo establecido en el Decreto de Nueva Planta ni fuera contrario a las regalías «se practique, siga y observe el estilo y costumbres que havia en Cataluña». Como ha dicho Josep Maria Gay, citado por Josep Fontana, «esta nueva planta rompe con el anterior sistema jurídico catalán sin anularlo sin embargo del todo», sino que permite un nivel de «supervivencia de las anteriores instituciones jurídicas, esencialmente las vertebradas alrededor del derecho común en el campo del derecho penal, privado y procesal».
Unos versos anónimos pueden servir de muestra del sentimiento generalizado de abatimiento que, según Joaquim Albareda, provocó en Cataluña la Nueva Planta:

Unas esperadas paces
unos humos de narices
nos hicieron infelices,
sólo falta a nuestra queja
una Planta que nos deja
sin muebles y sin raíces.

Cincuenta años después el embajador del Imperio Austríaco, príncipe de Lobkowitz, escribía:

Los catalanes pasan por ser una nación laboriosa, llena de coraje y de amor por la libertad. Tuvieron más de una vez la idea de hacerse independientes siguiendo el ejemplo de los holandeses. Se ven todavía hoy pruebas de su industria en medio de los impuestos que los aplastan y de la dureza con que son gobernados... Los habitantes de Barcelona son todavía tan afectos a la memoria del emperador Carlos VI, que conservan su retrato en cuevas y subterráneos donde ponen luces a su alrededor.

### Las instituciones de la Nueva Planta
Como han señalado diversos historiadores, la nueva estructura institucional diseñada en el Decreto de Nueva Planta tenía como objetivo, como la Nueva Planta del Reino de Valencia y como la del Reino de Mallorca, asegurar el control político y militar de Cataluña. Y para ello se recurrió como en Valencia y en Mallorca a una administración militarizada en cuyo vértice se situaba el capitán general y en cuya base estaban los corregidores, cargo desempeñado a lo largo de todo el siglo XVIII por militares castellanos en un 96%. Así pues el entramado institucional creado para Cataluña copió en gran medida lo dispuesto para el resto de los estados de la extinguida Corona de Aragón:
- Capitán General y Real Audiencia: el Real Acuerdo. El capitán general, que sustituyó al antiguo virrey de Cataluña se convirtió en la máxima autoridad civil y militar en Cataluña. Presidida por el capitán general, la Real Audiencia, no era solo el órgano de administración de justicia que sustituyó a la Real Audiencia anterior a la Nueva Planta, sino que tenía funciones gubernativas, constituyendo junto con el capitán general –cuando ejercía esa función– el Real Acuerdo, que era la institución que ostentaba la representación del rey en el antiguo Principado.[41] En el Decreto, tras una breve admonición en el punto 1º sobre la motivación de imponer la Nueva Planta, y detallar el oficio del capitán general en el 2º, ocupaba los artículos del 3º al 30.º de la organización de la Real Audiencia y del sistema judicial en Cataluña, detallando las salas, oficios, sueldos y prerrogativas de cada parte y en qué modo debían resolverse las causas y pleitos planteados.

- Superintendencia: Era la institución encargada de administrar el patrimonio real y el nuevo impuesto del catastro que se impuso a toda Cataluña siguiendo el modelo del equivalente que se aplicó en el Reino de Valencia, y que según Macanaz era un «tributo de vasallaje», mediante el cual se conseguiría que «todos reconozcan un superior en la tierra; pues no es otra cosa el tributo que el signo del vasallaje y reconocimiento a la majestad». La Superintendencia absorbió las funciones y los recursos de las instituciones derogadas de la Diputación General de Cataluña, del Batlle General y del Mestre Racional.[43]

- Corregimientos. Siguiendo la organización territorial castellana, las antiguas veguerías fueron sustituidas por doce corregimientos, al frente de los cuales estaba el corregidor, cargo que, a diferencia de lo que era habitual en Castilla, lo ocupó un militar. Como ha señalado  Joaquín Albareda, «en efecto, en Cataluña, entre 1717 y 1808, el 96% de éstos fueron militares «para contener con más autoridad y más fuerza aquellos pueblos», los cuales se negaban a reconocer un poder civil superior, considerando su oficio político un anexo al militar, siempre castellanos».[44] Bajo su autoridad se encontraban los alcaldes mayores. Unas instrucciones secretas enviadas a los corregidores prueban que su papel primordial era asegurar el dominio del monarquía absoluta y desterrar el «gobierno antiguo»:[45]

Siendo hoy lo principal a que debe atenerse el establecer la soberanía, desterrar la irregularidad del gobierno antiguo y reducir aquellos vasallos a la obediencia y sujeción que importa

- Ayuntamientos borbónicos: los regidores. Los ayuntamientos adoptaron el modelo castellano de regidores con carácter vitalicio en las ciudades cabeza de corregimiento, que eran nombrados por el rey, y por regidores de renovación anual en el resto de municipios, que eran nombrados por el capitán general a propuesta de la Real Audiencia. Se abandonó así el sistema de representantes elegidos mediante el método de la insaculación. Como ha señalado Joaquim Albareda, «la desaparición de la organización municipal autóctona incrementó la aristocratización de la administración local y apeó de ella a grupos sociales hasta entonces representados. [...] Por lo demás, la venta de cargos municipales, a partir de 1739, siguiendo el modelo castellano, tuvo efectos nefastos y agravó el descontento generalizado hacia los ayuntamientos borbónicos canalizado por los gremios a partir de 1740».[46] El Decreto se ocupaba de la administración local en los artículos del 31 al 48 y en ellos se establecía que la ciudad de Barcelona tendría 24 regidores y el resto 8, siendo fiscalizado su gobierno tanto por la Real Audiencia como los corregidores respectivos. Las ordenanzas para las ciudades y villas se mantenían, siempre y cuando no fueran contrarias al Decreto.

### La derogación de las «prohibiciones de extranjería»
Esta disposición fue derogada por el Decreto de Nueva Planta. En adelante, todos los súbditos de la monarquía podían ocupar cargos u honores «en una o otra provincia».  A pesar de que la medida abría la posibilidad de que los catalanes participaran en la burocracia de la monarquía, ello significó, de entrada, que muchos individuos de otros reinos de España desempeñaran cargos en Cataluña. En efecto, Torras i Ribé ha constatado la presencia «multitudinaria de no catalanes en los cargos de gobierno superiores del Principado», prácticamente total en el caso de los corregidores y muy elevada entre los alcaldes mayores, problema al que aludieron los diputados de las principales ciudades de la antigua Corona de Aragón en el llamado Memorial de Agravios de 1760. «La supresión de la extranjería tuvo, en cambio, efectos más positivos en el ámbito del comercio, y facilitó, junto con la imperfecta unión aduanera, el acceso de los productos catalanes en el mercado español, debiendo competir con los productos autóctonos y extranjeros», afirma Joaquim Albareda.

### La imposición del castellano como lengua oficial de la administración
En el Decreto de Nueva Planta de 1716 se estableció que las causas de la Real Audiencia se resolvieran en castellano, en vez de en latín, como se hacía hasta entonces. Al año siguiente, una Instrucción secreta dirigida a los corregidores les ordenaba que fueran introduciendo por todas partes el castellano «a cuyo fin dará las providencias más templadas y disimuladas para que se consiga el efecto sin que se note el cuydado [sic]».
El historiador Joaquim Albareda ha puntualizado que «más allá de [la] presión política que convertía en lengua oficial de la administración al castellano, hay que aclarar que existió un perceptible fenómeno de diglosia en los estratos dirigentes (nobleza, burguesía comercial, abogados y juristas) que arranca a partir del siglo XVI. Un fenómeno, como ha demostrado Joan-Lluís Marfany, de carácter endógeno, por el que el castellano se convertía en el vehículo de expresión en determinados usos sociales, especialmente en el ámbito escrito, por un factor de prestigio social y cultural, mientras que se reservaba el catalán para usos más domésticos. Ello significaba, por tanto, que el catalán siguió siendo utilizado por todos los grupos sociales, aunque la presión política aceleró el ritmo de la diferenciación social de su uso. La obligatoriedad del castellano en la enseñanza primaria (con efectos muy discutibles hasta bien entrado el siglo XIX) y secundaria no se decretó hasta 1768. A lo largo del siglo XVIII, además, el estímulo para aprender castellano vino de la mano del desarrollo del comercio peninsular». Un decreto de 1772 de Carlos III ordenó que las casas de comercio llevaran las cuentas y los libros en castellano.
El famoso erudito Antonio de Capmany, que escribió toda su obra en castellano, sentenció que el catalán era una lengua «muerta hoy para la república de las letras», «reservada para el trato familiar de las gentes y uso doméstico del pueblo». Sin embargo, según Núria Sales, «si dejando el mundo de los libros impresos, nos giramos al de los escritos inéditos no literarios, el predominio del catalán es obvio». Esta historiadora concluye: «la lengua» (catalana) durante «los siglos de la decadencia» es «conservada íntegra y viva [y] ni siquiera se corrompe».

#### El uso del castellano, del latín y del catalán en la administración de justicia
En el artículo 5 del Decreto de Nueva Planta de 1716 se establecía:

5. Las causas en la Real Audiencia, se substanciarán en lengua Castellana, y para que por la mayor satisfacion de las partes, los incidentes de las causas, se traten con mayor deliberacion, mando, que todas las peticiones, presentaciones de Instrumentos, y lo demás que se ofreciere, se haga en las Salas. Para lo corriente, y publico, se tenga Audiencia publica, Lunes, Miércoles y Viernes de cada semana, en una de ellas, por turno de meses.

Así pues, en las distintas salas debería usarse el castellano, si bien y dado que no se habían derogado expresamente todas las antiguas leyes y usos, en el artículo octavo se indicaba que los relatores debían 

ser prácticos, y expertos en los Negocios de Cataluña, para poder comprehender bien los Processos, y escrituras antiguas

 por lo cual deberían conocer tanto el latín, como el catalán, lenguas en que habían sido redactadas los "Usatges", pues no se conoce traducción de los mismos en lengua castellana hasta el siglo XIX
En los tribunales inferiores se interpretó que los litigantes podían usar la lengua catalana:

Que en la Audiencia civil y criminal se haya de deducir y actuar en los pleitos en idioma castellano o latín, y los Ministros hacer las sentencias y provisiones en latin, como han acostumbrado, y motivando también las sentencias, que era estilo muy conveniente. Pero en cuanto a las curias ordinarias inferiores, que puedan los litigantes actuar en su lengua nativa.

Así, en una consulta realizada el 27 de octubre de 1767 se refería respecto a la secretaría de la Real Audiencia:

las lenguas absolutamente necesarias para esta oficina [son] el catalán y castellano. Este último se hallará con suma dificultad en sugetos de diferentes Partidos, donde no hay proporción alguna de imponerse en él, ni en los otros muchos requisitos que desde las primeras letras facilita la capital.

No obstante esto, todavía en 1778 era común el latín, por lo cual, durante el reinado de Carlos III, se emitió la Real Cédula de 23 de junio de 1778, en que se establecía se cesase el uso de dicho idioma por parte de los magistrados de esta administración, por no ser comprensible para las partes que pleiteaban:

6 En la Audiencia de Cataluña quiero, cese el estilo de poner en latín las sentencias; y lo mismo en qualesquiera Tribunales seculares donde se observe tal práctica, por la mayor dilacion y confusion que esto trae, y los mayores daños que se causan; siendo impropio, que las sentencias se escriban en lengua extraña, y que no es perceptible á las partes, en lugar que, escribiéndose en romance, con más facilidad se explica el concepto, y se hace familiar á los interesados

## El cierre de las universidades y el establecimiento de una única universidad (la de Cervera)

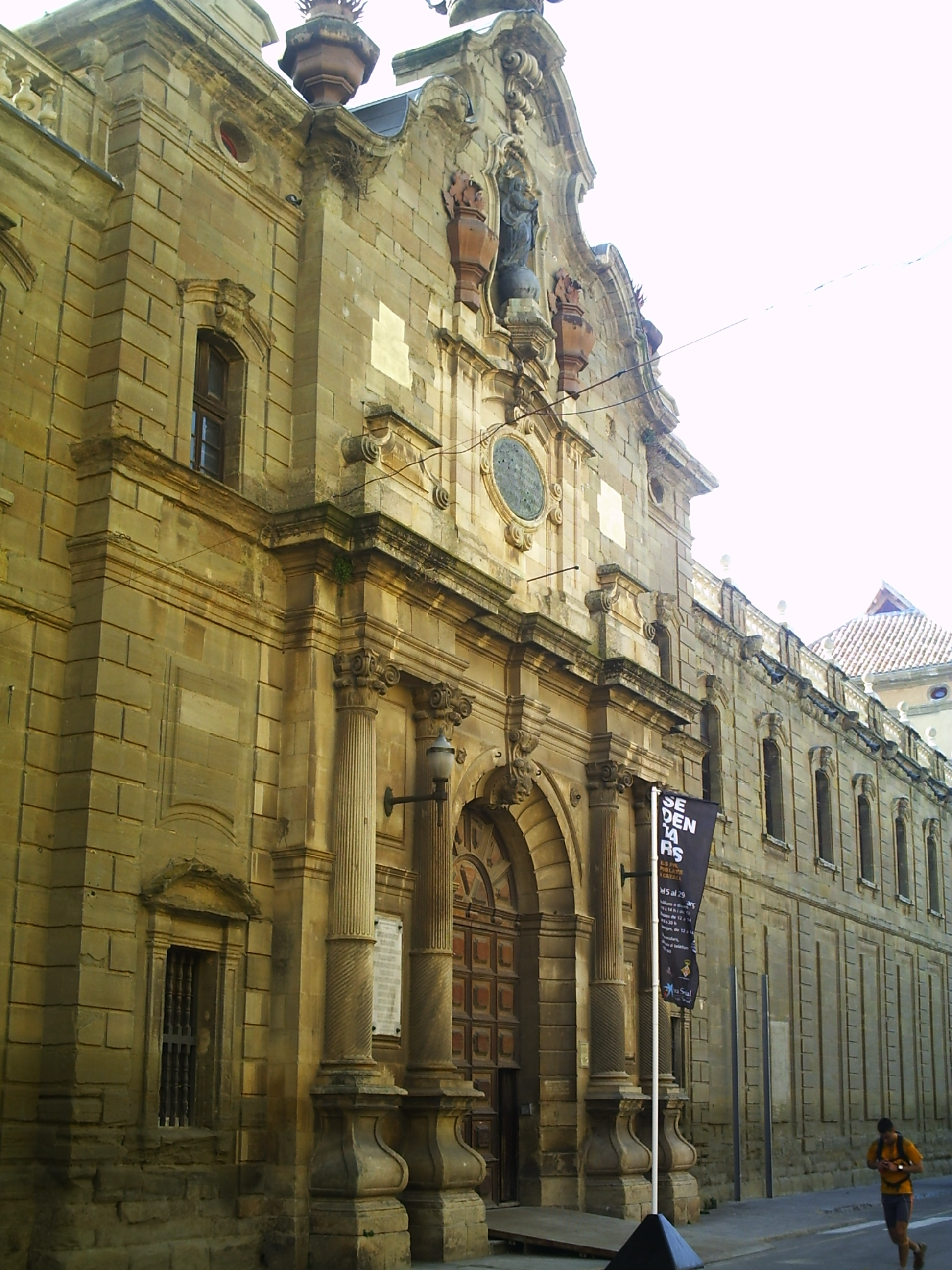
Fachada principal de la Universidad de Cervera, creada en 1717 por Felipe V tras suprimir las siete universidades catalanas existentes antes de 1714.

Se decretó la abolición de las siete universidades catalanas existentes antes de 1714 (Barcelona, Lérida, Gerona, Tarragona, Vich, Solsona y Seo de Urgel) —«por cuanto las turbaciones pasadas del Principado de Cataluña obligaron a mi providencia a mandar se cerrasen todas sus universidades, por haber los que concurrían en ellas fomentado muchas inquietudes»— y su sustitución por una única universidad ubicada en Cervera que recibió el privilegio de tener el monopolio de la edición de todos los libros docentes, lo que le «otorgaba un margen notable de control ideológico y lingüístico». En el decreto de supresión definitiva de la Universidad de Barcelona, promulgado en octubre de 1717, también se alegaba que «las Universidades eran fomento de maldades quando [sic] debían ser de virtudes» y la «inconveniencia del gran concurso de estudiantes que ya fueron en las turbaciones causa de motines y jefes de movimientos tomando las armas con toda la frescura de su edad y travesuras».
Según Núria Sales, pudo haber un segundo motivo en la decisión: que el nuevo régimen borbónico consideraba que se debía evitar la popularización de la enseñanza, «el abuso de muchos plebeyos se aplican al estudio de la jurisprudencia». Por otro lado, esta misma historiadora señala que Cervera fue elegida para ser la sede de la única universidad catalana (decreto del 11 de mayo de 1717) porque se trataba de «una ciudad pequeña, tranquila y de poco vecindario» (poco más de dos mil habitantes). Y a la pregunta que ella misma se formula de que «hasta qué punto fue Cervera un elemento lingüísticamente descatalanizador», Núria Sales responde: «No es fácil de saber. En las universidades catalanas del siglo XVII mucha cosa se hacía en latín, de manera que el idioma desplazado (y no del todo) fue quizás este y no el catalán; pero por otra parte, no es lo mismo la hegemonía académica del latín, lengua muerta, que la hegemonía académica compartida por el latín con el castellano, lengua viva».
El historiador Roberto Fernández ha señalado que la creación de la Universidad de Cervera «vino a significar algo así como la Nueva Planta cultural de Cataluña. Una creación que, sin embargo, no debemos entenderla como una actitud puramente represiva, sino que también resultó un intento de racionalización de la precaria estructura universitaria del principado… Una creación que pretendía gestar una entidad del mismo calibre al de otras importantes universidades españolas…».

## Consecuencias: debate entre historiadores
Después de trescientos años el debate sobre las consecuencias para Cataluña (positivas, negativas o neutras) de la promulgación del Decreto de Nueva Planta, con la consiguiente supresión de las instituciones y leyes propias del Principado y la implantación del absolutismo borbónico, sigue abierto.

### Los historiadores de fuera de Cataluña
Entre los historiadores de fuera de Cataluña abundan los que hacen una valoración positiva de las consecuencias del Decreto de Nueva Planta. Es el caso del hispanista británico John Lynch, que considera que «la derrota de 1714 no constituyó una catástrofe» porque «las dificultades de posguerra se superaron gradualmente y los catalanes continuaron produciendo, vendiendo y comprando. Su sentido de identidad seguía intacto y la lengua catalana sobrevivió, siendo de uso popular, si no oficial». «A pesar de la dura represión, no hubo un movimiento de resistencia, ni siquiera un renacimiento del bandolerismo rural y ninguno de los grupos dirigentes intentó arrastrar a las masas tras un programa de gobierno regional», añade Lynch. «¿Qué consiguieron los catalanes del nuevo Estado borbónico? Nada a corto plazo. A medio plazo, la posibilidad de desarrollo económico, un mercado protegido en Castilla para sus productos y una eventual salida en América para sus exportaciones», concluye.
Antonio Domínguez Ortiz comparte en gran medida la valoración de Lynch. En su ensayo España, tres milenios de historia ha destacado que la recuperación fue más rápida de lo que podía pensarse después de tantos años de guerra civil; la población creció en unas proporciones no bien definidas, porque los censos de principios de siglo son muy deficientes, pero que pueden compararse con el crecimiento del siglo XVI, aunque con diferencias notables. El crecimiento más destacado fue el de Barcelona, que tenía 37 000 habitantes al terminar el asedio (1714) y rozaba los cien mil habitantes al finalizar el siglo. Influyó en este incremento la liberalización del comercio con América, pero más aún la desaparición de las aduanas interiores y del sistema de extranjería legal que dificultaba las actividades de los súbditos de la Corona de Aragón en el resto de España. Por su parte Carmelo Viñas y Carlos Seco coinciden en considerar que las Constituciones catalanas eran una anacrónica rémora que debía ser suprimida para hacer posible la construcción de un Estado-nación español unitario.

### La historiografía catalana
Entre los historiadores catalanes —y alguno de fuera de Cataluña, incluido algún hispanista, como Pierre Vilar— predomina la visión de que el Decreto de Nueva Planta supuso que el «estado catalán dejaba de existir», al quedar convertido el Principado, junto con los otros reinos de la Corona de Aragón, también suprimidos, en una «provincia» de la Monarquía; en la que se impuso el modelo centralista y uniformista del Estado absolutista borbónico. Como ha destacado Núria Sales, «pocas fechas marcan un revés [daltabaix] más claro en la historia del país. De un día al siguiente se encontraron extinguidas de hecho todas las instituciones políticas propias: Generalidad, Cortes representativas y legislativas, constituciones, sistemas fiscal, monetario y militar propios dejaron de existir...».
En su valoración de las consecuencias de la Nueva Planta Josep Fontana parte de la idea de que «en el transcurso de cerca de mil años» los catalanes «habían configurado una identidad propia» como «pueblo» o «nación» de ahí que los gobernantes borbónicos se quejaran continuamente de ellos, «sin querer entender que un proceso de asimilación habría demandado unos métodos muy distintos que los de la sustitución del viejo marco jurídico por otro impuesto». 
En cuanto al papel decisivo que se atribuye a la política económica de los Borbones en el crecimiento  económico catalán del siglo XVIII Fontana afirma que es un  «mito» sin ningún fundamento. «Es evidente que los comerciantes catalanes sacaron provecho de algunas de las nuevas circunstancias, que no habían estado pensadas para favorecerlos, como de la relativa unidad del mercado interior y, más adelante, del “comercio libre” con América. Pero por lo que respecta a la política económica, si es que se puede decir que en la monarquía española hubiera en este tiempo alguna cosa que responda a esta denominación, no tuvo ningún efecto positivo ni aquí ni en ningún otro lugar, como lo demuestra el hecho de que fue incapaz de suscitar formas de crecimiento semejantes a las de Cataluña en otras partes de la monarquía».  
El balance final que hace Fontana es muy negativo. Considera que «la corrupción afectaba a la totalidad del Estado de los Borbones», una de cuyas manifestaciones más evidentes sería la venta de los cargos municipales, lo «que hace absurdo hablar de Ilustración en sus prácticas políticas». La consecuencia fue que «lo que ahora no podían hacer los ayuntamientos lo haría en Cataluña la sociedad civil, como se puede ver en la actividad de los gremios, cofradías y colegios que agrupaban horizontalmente a los ciudadanos… convertidos en la representación natural de los grupos marginados y postergados por el nuevo régimen y [que] protagonizaron la lucha contra unos ayuntamientos corruptos, en actuaciones que a veces rondaban la revuelta. A la cual se ha de añadir el papel de nuevas instituciones nacidas del impulso de la burguesía, como la Junta de Comercio, creada en 1758, o la Academia de Ciencias, de 1764. A pesar de los impedimentos puestos por las autoridades, las clases dirigentes catalanas se iban esforzando en asumir una representación colectiva de la sociedad para negociar con el gobierno». Por otro lado, Fontana niega que los Borbones se hubieran propuesto «construir una nación estado» porque «el de nación era un concepto subversivo, de origen revolucionario, que se contraponía a la idea de un poder absoluto emanado de Dios».
En cuanto al sentimiento identitario predominante entre los catalanes Fontana reconoce, citando a Pierre Vilar, que «nunca la burguesía catalana se ha sentido más española que en este final del siglo XVIII. Es un signo de ello que abandona el catalán por el castellano como lengua de cultura». Pero esta afirmación hay que matizarla, según Fontana, «en dos sentidos. El primero, que si bien la burguesía renunciaba a la lengua, como una condición para la unidad nacional, no se desprendía del todo de unos recuerdos históricos que formaban parte esencial de sus concepciones de la política y hasta de la vida. […] [Y que] a pesar de este “españolismo”, bastante sincero, la monarquía seguía sintiendo la misma desconfianza respecto de los catalanes que en 1716 [cuando se promulgó el Decreto de Nueva Planta]». 
Por su parte Roberto Fernández ha criticado la que él considera la interpretación «hegemónica» de la historiografía catalana (que denomina «paradigma austracista»), uno de cuyos principales representantes sería Josep Fontana. Para Fernández, el «resurgir catalán» del siglo XVIII —que habría comenzado antes de la Nueva Planta: en las dos últimas décadas del siglo XVII, como ya demostró Pierre Vilar, y en lo que coincide con Fontana— se debió fundamentalmente al «dinamismo» de la sociedad catalana, pero también tuvieron un papel relevante las políticas reformistas del Estado borbónico (y en este punto se opone radicalmente a la tesis de Fontana). Según Fernández, «las relaciones entre los catalanes y los gobiernos borbónicos a lo largo del siglo fueron más de colaboración que de enfrentamiento y, en términos generales, resultaron positivas para el progreso de la mayor parte de los catalanes y positivas para mejorar la salud del conjunto de la Monarquía». En Cataluña se produjo, pues, «una sosegada asunción del régimen borbónico y de la nueva estructura de poder de la monarquía española que un austracismo cada vez más agotado no estuvo en condiciones de combatir». El austracismo «se vio cada vez más sustituido por un historicismo que no cuestionaba con verdadera entidad el orden político existente». Así pues, la crítica al absolutismo «fue minoritaria, poco beligerante, escasamente organizada y muy poco radicalizada... Era una moderada discrepancia que aspiraba, por lo demás, a mantener a España unida aunque con una visión más bien plural de la misma».
Sin embargo, «la inmensa mayoría de catalanes continuó considerándose, de manera espontánea y natural, algo específico y particular en el seno de la monarquía hispánica». Se constata, según Fernández, «la persistencia de un sentimiento nostálgico respecto a las Constituciones perdidas y la esperanza de volver a disponer de una mayor capacidad de gestión política autóctona», un «sentimiento de catalanidad (entendida esta como la identidad asumida por la pertenencia a una patria con una historia política e institucional común y una lengua particular)». No obstante, puntualiza Fernández, «buena parte de la sociedad catalana fue teniendo una mejor convivencia con la realidad política y sentimental española, al tiempo que la desconfianza respecto a los gobiernos borbónicos fue disminuyendo de forma paulatina. […] En general, la Cataluña finisecular estaba mucho más cerca de sentirse dentro de España que un siglo antes... En 1793 con la Guerra Gran, en 1808 con la resistencia contra Napoleón o en las Cortes de Cádiz, todo apunta a que, entre bastantes catalanes, y no sólo entre sus clases dirigentes, la identificación con una unidad política denominada España resultaba bastante compatible con el deseo de mantener viva su pertenencia a la realidad histórica, lingüística, sentimental y cultural llamada Cataluña. O como diría Capmany: “Cataluña es mi patria, España es mi nación”». «Era, en cierto modo, una especie de bipatriotismo catalano-español que durante un gran segmento del siglo posterior iba a dominar el escenario identitario y político de buena parte de las élites catalanas».
Según Fernández, una prueba de la «mejor convivencia con la realidad política y sentimental española» sería la asunción del castellano «como la lengua culta, oficial y unitaria que expresaba simbólicamente la pertenencia a una entidad política común y superior que era la monarquía hispana comandada por una nueva dinastía», aunque el catalán «continuó ostentando su hegemónica presencia social en el hogar, en las relaciones sociales, en la enseñanza de las primeras letras, en las notarías, en los libros de cuentas comerciales o en la tarea de evangelizar mediante la predicación religiosa y la enseñanza de los catecismos (aunque fueran ganando terreno los bilingües)». Fernández niega que el Estado borbónico quisiera acabar con el catalán.
En conclusión, según Roberto Fernández, la Nueva Planta, «siendo un cambio radical en el modelo político, no acarreó, sin embargo, ningún perjuicio significativo para el crecimiento económico, el desarrollo social y la renovación cultural catalana, excepción hecha, en este último caso, de la cuestión lingüística, más en su vertiente literaria y culta que en el uso social de la lengua». «En resumen, la radical supresión de las Constituciones catalanas dio paso a una nueva organización institucional que consiguió una progresiva estabilidad social y política a la que contribuyó no sólo el autoritarismo y la presencia militar borbónica, sino también el hecho de que la mayor parte de la sociedad catalana, con especial acento para el caso de sus clases dirigentes, pudiera ir apreciando que sus vidas mejoraban material y socialmente». Fernández reconoce que «las clases menestrales se vieron apartadas de su tradicional participación política» pero subraya que en cambio sus corporaciones mantuvieron sus funciones económicas y sociales.